# Jan Zieliński (lekarz)
Jan Zieliński (ur. 1933, zm. 19 lutego 2014) – polski pulmonolog.

## Życiorys
Absolwent II Liceum Ogólnokształcącego im. Stefana Batorego w Warszawie (1951). Ukończył studia na Wydziale Lekarskim Akademii Medycznej w Warszawie.
Pracował w Instytutcie Gruźlicy i Chorób Płuc w Warszawie. Wiele lat pracy lekarskiej i badań naukowych poświęcił najczęstszej chorobie płuc, którą jest POChP. Był inicjatorem wprowadzenia w Polsce domowego leczenia tlenem i nieinwazyjnego wspomagania wentylacji dla chorych z przewlekłą niewydolnością oddychania.
Był profesorem medycyny, nauczycielem akademickim, autorem kilku monografii naukowych.
Był członkiem wielu polskich i międzynarodowych towarzystw naukowych oraz komitetu naukowego międzynarodowej grupy ekspertów GOLD zajmującej się zwalczaniem POChP na świecie.